# Grown Ups
Grown Ups är en amerikansk komedifilm från 2010, regisserad av Dennis Dugan med bl.a. Adam Sandler, Kevin James, Chris Rock, David Spade och Rob Schneider i rollerna. Filmen hade Sverigepremiär den 20 augusti 2010.
En uppföljare, Grown Ups 2, hade premiär  den 12 juli 2013.

## Handling
Fem barndomskamrater träffas efter många år på sin baskettränares begravning. Att dessa herrar numera är respekterade affärsmän, äkta män och fäder spelar ingen roll - när de möts igen blir de som barn på nytt. De bestämmer sig för att fira nationaldagen tillsammans med sina familjer i ett hyrt hus vid vattnet.

## Rollista
| Adam Sandler       | – Lenny Feder               |
| Kevin James        | – Eric Lamonsoff            |
| Chris Rock         | – Kurt McKenzie             |
| David Spade        | – Marcus Higgins            |
| Rob Schneider      | – Rob Hilliard              |
| Salma Hayek        | – Roxanne Chase-Feder       |
| Maria Bello        | – Sally Lamonsoff           |
| Maya Rudolph       | – Deanne McKenzie           |
| Joyce Van Patten   | – Gloria                    |
| Steve Buscemi      | – Wiley                     |
| Madison Riley      | – Jasmine Hilliard          |
| Jamie Chung        | – Amber Hilliard            |
| Ashley Loren       | – Bridget Hilliard          |
| Cameron Boyce      | – Keithie Feder             |
| China Anne McClain | – Charlotte McKenzie        |
| Blake Clark        | – Bobby "Buzzer" Ferdinando |
| Norm Macdonald     | – Geezer                    |
| Jonathan Loughran  | – Robideux                  |
| Dennis Dugan       | – domare                    |